# 土倉宗明
土倉 宗明（つちくら そうめい、1889年（明治22年）9月2日 - 1972年（昭和47年）6月16日）は、日本の政治家で立憲政友会→民主自由党→自由党所属の衆議院議員。

## 経歴
富山県東礪波郡中田町（現在の高岡市）出身。早稲田大学政治経済科に学んだ後、著述業に従事した。1913年（大正2年）第一次護憲運動に際して普選運動に取り組み、翌1914年（大正3年）普選運動期成同盟会が再興されると直ちに入会。その後立憲政友会院外団に入り大野伴睦とともに政友会院外団員として活動、第二次護憲運動にも政友会院外団員の一員として大野とともに参加。牛込区会議員、東京市会議員、同参事会員を歴任した。
1930年（昭和5年）、政友会公認で第17回衆議院議員総選挙に出馬し初当選。以降連続4回当選。1938年（昭和13年）、政友会総務に就任。翌1939年（昭和14年）政友会が分裂すると中島知久平総裁が率いる政友会革新同盟に参加し革新同盟の総務に就任。1942年（昭和17年）の翼賛選挙では非推薦候補として立候補し落選。
戦後は1949年（昭和24年）の第24回衆議院議員総選挙と1953年（昭和28年）の第26回衆議院議員総選挙に当選。合計で6回総選挙に当選を果たした。その間民主自由党総務や自由党総務、衆議院懲罰委員長を歴任した。